# السوق (فلم)
السوق فيلم دراما من إخراج وقصة وسيناريو وحوار ناصر حسين عام 1987. الفيلم من بطولة يونس شلبي، محمد رضا، ليلى حمادة، عزيزة راشد، جمال إسماعيل، ونظيم شعراوي  وتدور أحداثه حول الشاب القادم من صعيد مصر إلى العاصمة، عبده السوهاجي، في محاولة إدخار بعض المال ليتمكن من شراء بطاقة سفر وأيضا عقد عمل بالخليخ العربي أسوة بأهل قريته.
صدر الفيلم إلى دور العرض المصرية في 23 مارس 1987.
منح موقع قاعدة بيانات الأفلام العربية "السينما.كوم" الفيلم درجة 5.3/ 10.

## طاقم التمثيل
يونس شلبي: في دور عبده السوهاجي
محمد رضا: في دور المعلم شمس الدين المغربل (ملك السوق)
ليلى حمادة: في دور عزيزة شمندي (بائعة المشروبات والبسكويت في محطة مصر)
عزيزة راشد: في دور صفية (زوجة المعلم شمس)
جمال إسماعيل: في دور المعلم حامد (ملك السوق السابق)
نظيم شعراوي: في دور راغب بك (الامبراطور المتحكم في سوق الخضار)
عبد السلام محمد: في دور الوظ (نشال محطة مصر)
ألفت سكر: في دور سكينة
جليلة محمود: في دور المعلمة زينات (زوجة المعلم الفار ملك السوق السابق)
ليلى نصر: في دور زهيرة (والدة عزيزة)
حسني عبد الجليل: في دور فتوة المدافن
يوسف عيد: في دور سلطان القرداتي
عزيز حافظ: في دور عتريس
أحمد البيه: في دور عاطف سليمان (مدير الجمعية)
محمد أبو حشيش: في دور جابر (خال عزيزة)
حسن شطا: في دور عاشور
بالاشتراك مع: جمال ياسين – حسن توتالة – سعد شنبر – أحمد رشوان – سيد سعيد – ماهر محمد أحمد – سعد عبد الفضيل – فتحي عبد الوهاب – الأطفال: دنيا عبد العزيز – عبد الله محمد أمين – هشام شلبي – وليد مصطفى 

## أحداث الفيلم
يخطط عبده السوهاجي (يونس شلبي) للسفر للعمل بالخليج والحصول على ما يكفي لبناء بيت ليتزوج فيه، وعندما يتعذر تدبير ثمن التأشيرة، يقرر السفر للقاهرة لابن عمه سلامة، بائع الفاكهة، ليدبر له عملاً بالقاهرة، لادخار ثمن الفيزا. تسرق منه حافظته في محطة مصر، ثم تسرق أمتعته أثناء بحثه عن إبن عمه. يدله البعض على مكان المدافن ليقيم فيها، وهناك يلتقي مع المشردين والمهدمة بيوتهم، وكل من لا مأوي له، وتكون المفاجأة لقائه مع عزيزة (ليلى حمادة)، التي تمكنت من إعادة حافظته التي سرقها اللص الوظ (عبد السلام محمد). عزيزة تبيع المشروبات والبسكويت في محطة مصر، وجاءت من بلدتها، بحثاً عن تمام وهمام وعتمان، الذين قتلوا والدها، للثأر منهم. تصطحب عزيزة، التي تقيم في المدافن بداخل ماسورة صرف صحي مهملة، عبده معها وعندما يشتد البرد وتهب العواصف، تلجأ هي وعبده إلى داخل الماسورة. يقترح سلطان القرداتي (يوسف عيد) على عبده إعلان رغبته في الزواج من عزيزة إنقاذاً للموقف. يقرر عبده العمل في السوق لتدبير نفقات معاشه وإيجار الماسورة، وعندما يتعرض له فتوة المدافن (حسني عبد الجليل) ليأخذ منه مقابل البقاء في المدافن، يقوم عبده بضربه هو ورجاله، بينما لا يساعده باقي المشردين. يسقط أحدهم تحت سيارة نقل في السوق، ويتمكن عبده من رفع السيارة وإنقاذه، ويعجب به المعلم شمس الدين المغربل (محمد رضا)، ملك السوق وزوجته صفية (عزيزة راشد)، ويلحقه بالعمل في وكالته بالسوق. المعلم شمس الدين المغربل هو المتحكم في سوق الخضار، ويدعمه الامبراطور راغب بك (نظيم شعراوي) الذي يسعى لاحتكار سوق الخضار، والتحكم في الأسعار، ويقاوم الجمعيات التعاونية المختلفة، كجمعية الخضار وجمعية البطاطس وحتى جمعية القصب، والتى تبيع المنتجات للفقراء، بهامش ربح بسيط، لمحاربة الغلاء والسوق السوداء. يمارس راغب بك وأتباعه شراء المنتجات من الجمعيات، وتخزينها في الثلاجات، حتى يرفعون الأسعار، ويبيعون في السوق السوداء. كان المعلم حامد (جمال إسماعيل)، ملك السوق قبل أن يتغلب عليه المعلم الفار، والأخير تغلب عليه المعلم شمس، وجميعهم يعملون بأساليب غير قانونية، لحساب الامبراطور راغب، الذي يقوم بحمايتهم، بينما يفشل الجميع في رشوة عاطف سليمان (أحمد البيه) رئيس جمعية الخضار. كانت المعلمة زينات (جليلة محمود) زوجة المعلم الفار، ملك السوق السابق، تميل لمساعدة الجمعيات التعاونية، انتقاماً من راغب وشمس. يحاول عبده تكوين عزوة في السوق، ولهذا يسعى لتشغيل المشردين في السوق، بينما تحمل عزيزة في أبنها الأول. يحاول البعض الاعتداء على المعلم شمس، ويتصدى لهم عبده مدافعاً عن شمس ويتغلب على ثلاثة رجال أقوياء، فيزاد إعجاب المعلمة صفية به، وتستدعيه لمنزلها، وتحاول استغلال فحولته وإغواءه، ولكنه يرفض خيانة زوجته عزيزة، مما يثير حفيظة صفية وراحت تدعي أن عبده يحاول إغتصابها، فيقرر المعلم شمس، الانتقام من عبده، بإغتصاب زوجته عزيزة، أمام عينيه، ويرسل رجاله الذين يخطفوا عزيزة، ولكن رجال عبده يهاجموا رجال شمس وينقذوا عزيزة، ويهرب شمس، ويحل مكانه المعلم عبده، ويلتف حوله المعلم حامد والمعلمة زينات، ويرفض عبده التعاون مع راغب، ويقاوم السوق السوداء، حتى استعاد المعلم شمس قوته، وجاء للسوق مع رجاله، ليحطموا السوق ويحرقونه، ويتصدى له عبده ورجاله، ويتمكن المعلم حامد من قتل شمس، ويتم القبض عليه. تضع عزيزة مولودها، ويرفض عبده اغراءات بقاءه ملكاً للسوق، ويعود مع زوجته وإبنه للمدافن، ولكنهم لا يجدوا الماسورة، ليقيموا فيها، فيعودوا إلى بلدهم.

## وصلات خارجية
- مقالات تستعمل روابط فنية بلا صلة مع ويكي بيانات
- السوق على موقع الدهليز
- السوق على موقع كاروهات